# Lutz Eidam
Lutz Eidam (* 1975 in Bad Hersfeld) ist ein deutscher Jurist.

## Leben
Nach dem Abitur und dem 12-monatigen Wehrdienst bei der Bundeswehr in Rotenburg an der Fulda studierte er ab 1996 Rechtswissenschaften in Frankfurt am Main (erstes juristisches Staatsexamen 2001). Von 2003 bis 2008 war er wissenschaftlicher Mitarbeiter am Institut für Kriminalwissenschaften und Rechtsphilosophie  der Universität Frankfurt am Main, Lehrstuhl Winfried Hassemer. Von 2008 bis 2014 war er wissenschaftlicher Assistent und Habilitand an der Bucerius Law School, Lehrstuhl Frank Saliger. Von 2014 bis 2017 war er Inhaber (Vertreter) der Entlastungsprofessur für Strafrecht an der Goethe-Universität. Seit 2017 ist er Inhaber des Lehrstuhls für Strafrecht (einschließlich Wirtschafts- und    Medizinstrafrecht), Strafprozessrecht und Strafrechtsvergleichung in Bielefeld.

## Schriften (Auswahl)
- Die strafprozessuale Selbstbelastungsfreiheit am Beginn des 21. Jahrhunderts. Frankfurt am Main 2007, ISBN 3-631-55946-1.
- mit Winfried Hassemer: Babyklappen und Grundgesetz. Am Beispiel des Projekts „Findelbaby“ in Hamburg. Baden-Baden 2011, ISBN 3-8329-6945-4.
- Der Organisationsgedanke im Strafrecht. Tübingen 2015, ISBN 3-16-153643-6.
- mit Michael Lindemann (Hrsg.): Grundfragen und aktuelle Herausforderungen der ärztlichen Sterbebegleitung. Baden-Baden 2019, ISBN 3-8487-5009-0.